# L'anatra all'arancia (opera teatrale)
L'anatra all'arancia (The Secretary Bird nella versione originale inglese, Le canard à l'orange in quella francese) è una commedia del 1967 di William Douglas-Home, adattata in francese da Marc-Gilbert Sauvajon.

## Produzione
Douglas-Home e Sauvajon lavorarono in contemporanea alla stesura della commedia e al suo adattamento in francese, tanto che la paternità dell'opera è attribuita a entrambi. L'anatra all'arancia del titolo francese in realtà non compare mai in scena: si tratta infatti di un espediente narrativo simile a un MacGuffin, funzionale esclusivamente all'evoluzione della trama. Sauvajon dichiarò di essersi ispirato a L'Arlesiana di Francesco Cilea, dove la titolare dell'opera non compare mai
. Il titolo originale inglese, invece, si riferisce all'uccello segretario (o serpentario), col quale, nei paesi anglofoni, ci si riferisce a una ragazza molto appariscente e con lunghe gambe; nel copione inglese il termine è usato per descrivere il personaggio di Patricia, che in effetti è una ragazza molto appariscente, nonché segretaria di Hugh.

## Trama
Il dramma si svolge interamente nella tenuta di campagna dei Preston, nell'arco di un week-end.

### Atto I
Hugh Preston, brillante presentatore della BBC, è sposato da dodici anni con la sensibile Liz. Un venerdì sera, mentre i due giocano a scacchi, Hugh insinua che Liz abbia un amante; la donna gli confessa in effetti di avere una relazione con John Brownlow, un agente di cambio, ma gli rinfaccia di aver sempre sopportato le sue numerose tresche, e lascia intendere che la relazione, nata per ripicca, sia diventata una cosa seria: la domenica successiva, i due amanti partiranno per un lungo viaggio in Italia, al termine del quale Liz chiederà il divorzio. Hugh sembra accettare di buon grado questa rivelazione, e addirittura propone a Liz di mettere in atto uno stratagemma: inscenerà una tresca con la sua segretaria, la bellissima e ingenua Patricia, in modo da essere scoperto in flagrante dalla governante Thérèse, passare per adultero e far ottenere a Liz tutti i vantaggi del divorzio; chiede in cambio di conoscere John. Inizialmente Liz rifiuta, ma quando scopre che in realtà Hugh non era davvero a conoscenza della sua relazione e che l'ha spinta a confessare con un gioco di psicologia inversa, furiosa per essere stata ingannata invita l'amante a passare insieme il resto del week-end. Hugh invita anche Patricia, allo scopo di permettere a Liz e John di partire già domenica sera, dopo che, in mattinata, avrà attuato la sua messinscena.
Sabato mattina arrivano dunque John, elegante e compassato, e Patricia, svaporata e sexy; Liz tenta di stupire i suoi ospiti facendo cucinare a Thérèse un piatto prelibato, l'anatra all'arancia, ma la preparazione della pietanza causerà esilaranti problemi. Nel corso della giornata, Liz nota dei comportamenti strani in Hugh: l'uomo ha accolto il suo rivale con eccessivo entusiasmo, e si è fatto battere di proposito da lui a scacchi e tennis, discipline nelle quali eccelle; la donna confida a John il sospetto che suo marito voglia usare la psicologia inversa per mettere in luce la propria superiorità: questo causa una serie di equivoci e incomprensioni tra i due amanti. Nel frattempo, Hugh corteggia insistentemente Patricia, fomentando la gelosia di sua moglie. Alla fine Thérèse riesce a preparare l'anatra all'arancia, e in un clima teso ma ipocritamente sereno le due coppie si mettono a tavola.

### Atto II
La giornata è trascorsa tra tensione e momenti divertenti, e i quattro protagonisti si apprestano ad andare a letto; Liz, esausta e agitata, rifiuta l'offerta di John di dormire insieme, cosa che alimenta ulteriormente la gelosia dell'amante; la donna rimane però sconvolta quando Hugh le comunica l'intenzione di passare effettivamente la notte con Patricia, lasciando intendere che la tradirà. A nulla valgono le proteste di Liz: Hugh e Patricia vanno a letto insieme, e come previsto l'indomani mattina vengono scoperti da Thérèse.
Liz, furibonda, ha un drammatico confronto con Hugh, nel quale afferma convinta di voler partire con John e divorziare al ritorno del viaggio, oltre a rinfacciare l'ennesima infedeltà del marito; lui, che nel frattempo ha compreso le sue colpe, ammette per la prima volta di aver dato per scontata la presenza di sua moglie, e le chiede perdono, pur sapendo che è ormai troppo tardi. Ciò che è accaduto durante il week-end, tuttavia, ha fatto maturare in Liz la consapevolezza che, nonostante la sua infedeltà, Hugh ha sempre saputo prendersi cura di lei, al contrario di John, rivelatosi noioso ed egoista. La donna rifiuta quindi di partire e lascia John: l'uomo si consolerà con Patricia, che si dichiara molto interessata a lui.
Finalmente riconciliatisi, i Preston si promettono di amarsi per sempre e di non farsi mai più del male reciproco, e partono coi biglietti che Hugh ha abilmente sottratto a John.

## Adattamenti
Nel 1974 Luciano Salce adattò liberamente il dramma nell'omonimo film con Monica Vitti e Ugo Tognazzi.
Le canard à l'orange è particolarmente famosa in Francia, dove nel 1979 ha avuto un adattamento televisivo con Jean Poiret nel ruolo di Hugh.

## Allestimenti italiani
La prima italiana si è tenuta il 3 novembre 1973 a Chieti, nella riduzione di Nino Marino e per la regia di Alberto Lionello; con Alberto Lionello, Valeria Valeri, Alberto Terrani, Lorenza Guerrieri e Zoe Incrocci.
Poi al Teatro Eliseo di Roma dall'8 novembre 1973, al Teatro Carignano di Torino dal 19 febbraio 1974, al Teatro Manzoni di Milano dal 19 novembre 1974, con Gabriele Carrara e Lia Tanzi in sostituzione di Alberto Terrani e Lorenza Guerrieri.
Un nuovo allestimento della commedia è stato messo in scena nel 2023 dal Teatro Stabile di Verona, per la regia di Claudio Greg Gregori, con un adattamento modernizzato e Carlotta Natoli ed Emilio Solfrizzi nei ruoli dei protagonisti.